# Ambiga Sreenevasan
Ambiga Sreenevasan (nacida 1956) es una conocida abogada malasia y defensora de los derechos humanos. Fue una de las ocho receptores del Premio Internacional a las Mujeres de Coraje en 2009. Fue la presidenta del colegio de abogados malasio de 2007 a 2009 y copresidenta de Bersih, una ONG que aboga por unas elecciones libres y justas. 
Actualmente ejerce sus funciones en el comité ejecutivo de la Women's Aid Organisation y está implicada en el comité especial ejecutivo que lucha sobre los derechos los Orang Asli (personas indígenas).
En 2011 fue condecorada con la Orden Nacional de la Legión de Honor francesa.
En 2023 fue galardonada con la Medalla de Honor Ruth Bader Ginsburg que otorga la World Jurist Association.

## Infancia y educación
Durante su escolarización secundaria, Sreenevasan estudió en el Convent Bukit Nanas de Kuala Lumpur, donde también ejerció las funciones de jefa de estudios en 1975. Se graduó en Derecho en la Universidad de Exeter en 1979 y fue contratada por el colegio de abogados Gray’s Inn en 1980. Dos años más tarde, después de haber trabajado en dos bufetes de abogados londinenses, fue admitida en el colegio de abogados malasio en 1982.
En julio de 2011 fue galardonada con el Doctorado Honorario en Derecho (LLD) por la Universidad de Exeter.